# Diccionario visual

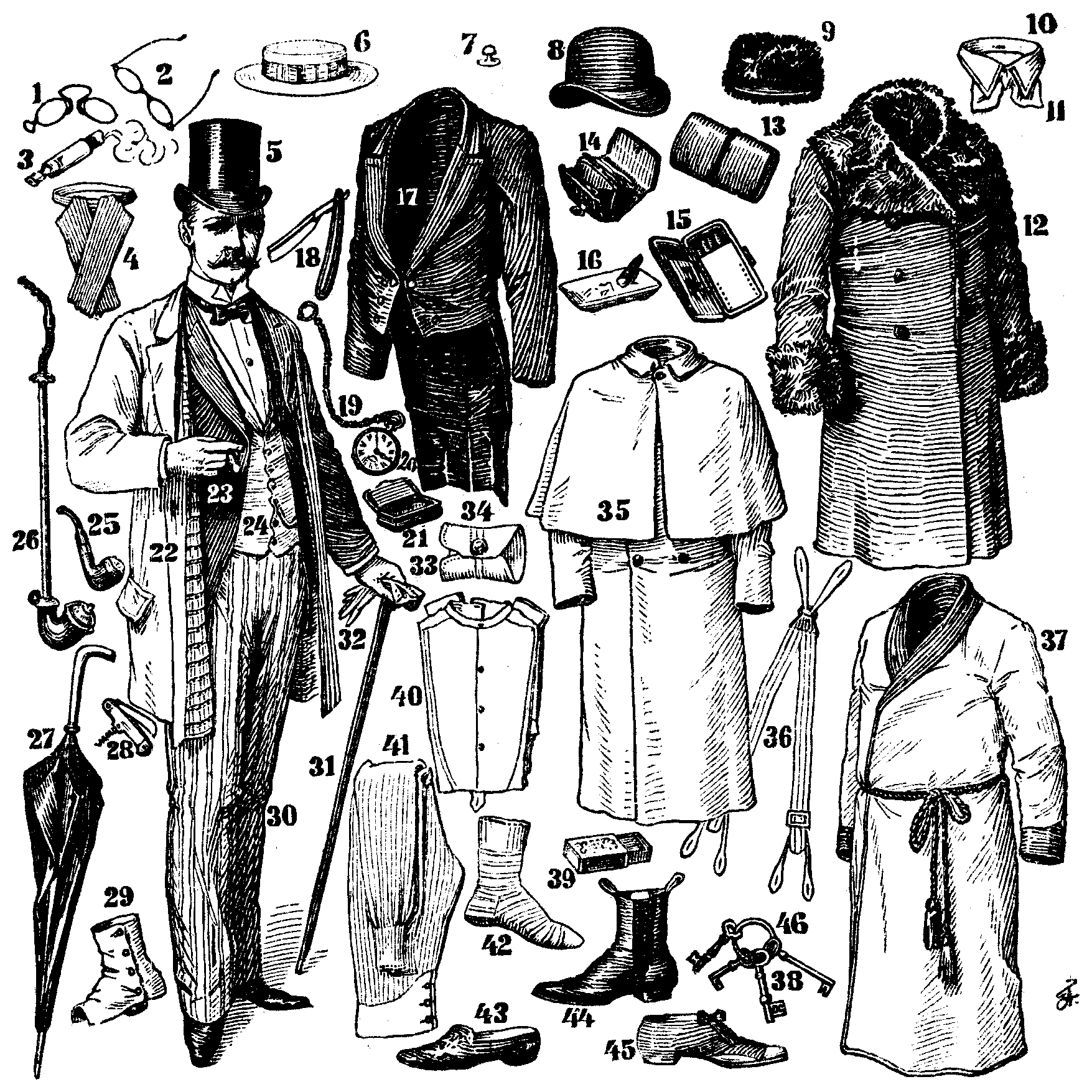
Ropa masculina. Ilustraciones de un diccionario visual sueco-alemán, "Svensk-tysk ordbok" (1919) de Hoppe y Auerbach

Un diccionario visual es un tipo de diccionario que utiliza principalmente imágenes para ilustrar el significado de las palabras. Los diccionarios visuales pueden ser organizados por temas, o por lista alfabética de las palabras. Para cada tema, una imagen se etiqueta con la palabra correcta para identificar cada componente del tema en cuestión, o puede ser un diccionario alfabético como los tradicionales diccionarios, que se apoya a su vez en las imágenes para facilitar el aprendizaje y comprensión de las palabras. 
A su vez, los diccionarios visuales pueden ser monolingües o multilingües, proporcionando los nombres de elementos en uno o varios idiomas. En los diccionarios temáticos visuales, un índice de todas las palabras es generalmente incluido para ayudar a encontrar la ilustración correcta que define la palabra.